# 戴维·瓦格纳
戴维·瓦格纳（David Wagner，1974年3月4日—），美国男子轮椅网球运动员。瓦格纳有6个轮椅网球大满贯单打冠军，以及24个大满贯双打冠军，并实现了轮椅网球职业生涯双打大满贯成就，前ITF轮椅网球四肢残疾组世界排名第一。瓦格纳在残疾人奥林匹克运动会轮椅网球比赛上拿到3枚金牌，3枚银牌和2枚铜牌。

## 个人生活
瓦格纳从胸部中部以下瘫痪，双手只有30%的功能，他通过将网球拍贴在手上来打球。
瓦格纳出生于加利福尼亚州的富勒顿，并在华盛顿州的瓦拉瓦拉长大。他在高中时打篮球，在大学里打网球。21岁时他在暑假期间去加利福尼亚州雷东多海滩拜访一位朋友时不幸遭遇四肢瘫痪。他和他的朋友们在海滩上玩飛盤，瓦格纳一开始在浅水中追逐飞盘，他试图跳过一个海浪，但海浪抓住了他的脚，使他不受控制地转了一圈，头朝下落在沙子上从此导致瘫痪。之后他从大学休学一年，开始练习乒乓球作为康复的一部分。从1997年到1999年，他连续三年赢得了残疾人乒乓球的全国比赛冠军。
瓦格纳于2000年毕业，获得初等教育学位。2001年，当他不得不在教书和打网球之间做出选择时，他决定成为一名全职轮椅网球运动员。
从2006年到2014年，他住在俄勒冈州的希尔斯伯勒，然后搬到了加利福尼亚州的丘拉维斯塔。
他在丘拉维斯塔精英运动员训练中心（前身为丘拉维斯塔奥林匹克训练中心）训练，他是那里唯一的常驻网球运动员。

## 网球生涯

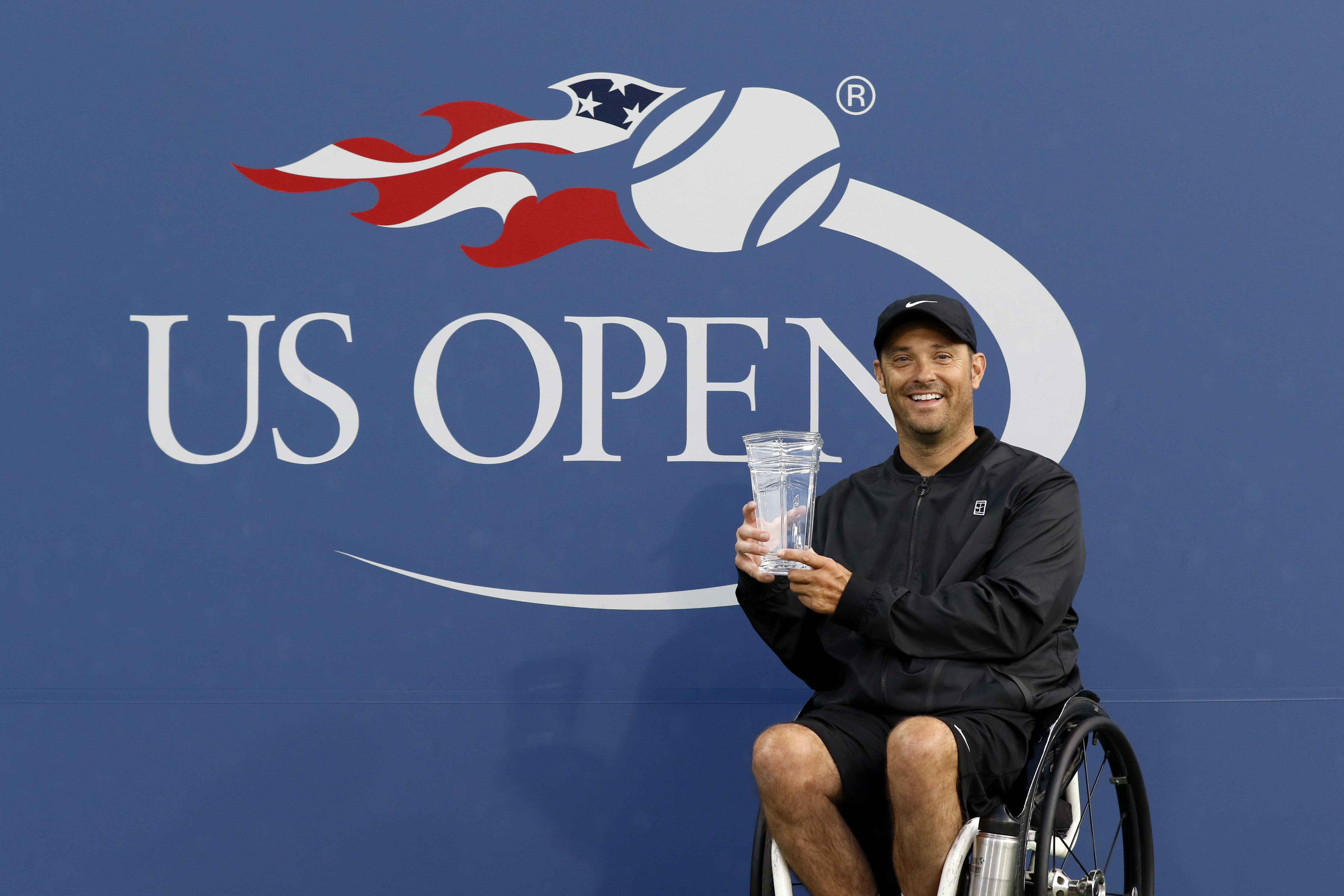
瓦格纳在2017年美网

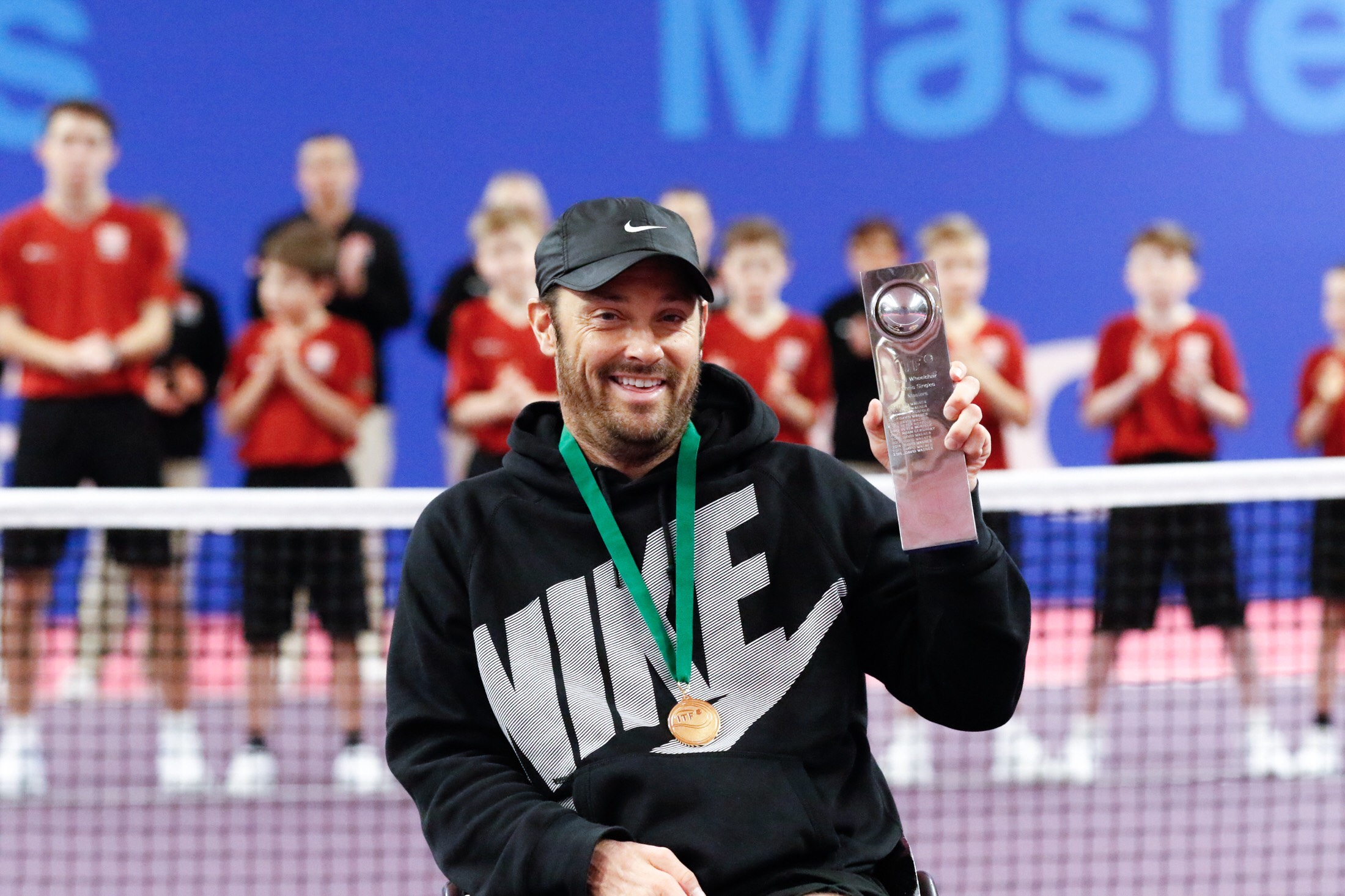
瓦格纳在2017年NEC轮椅网球大师赛

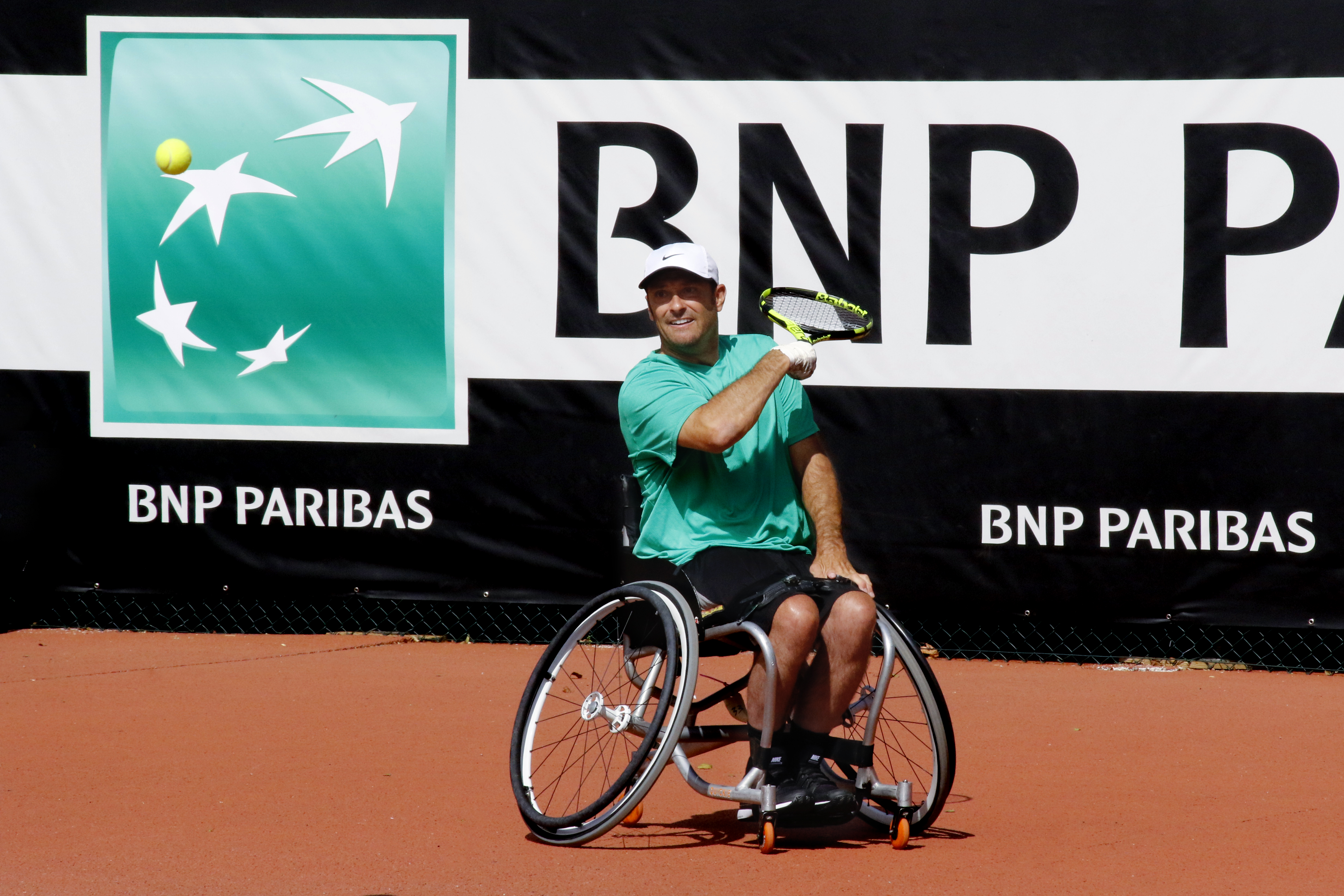
瓦格纳在法国2017年巴黎银行公开赛

1999年，25岁的瓦格纳参加了由当时世界排名第一的四肢残疾网球运动员尼克·泰勒设立的轮椅网球训练营。瓦格纳立即爱上了这项运动，到2002年已成为美国排名第一的四肢组球员。
2002年，瓦格纳在ITF四肢组双打世界排名中排名第一，2003年，他在单打世界排名中也排名第一。2004年夏季残奥会是第一届包括四肢组的残奥会。瓦格纳与搭档尼克·泰勒一起获得四肢组双打金牌和单打银牌。
2007年，他参加了美国网球公开赛，这是美网第一年加入了四肢组比赛，他与泰勒一起赢得双打冠军以及单打亚军。 瓦格纳曾敦促美国网球协会在赛事增加四肢组比赛，于是美网成为第一个这样做的大满贯赛事。次年澳大利亚网球公开赛紧随其后，瓦格纳获得单打亚军，并与泰勒一起赢得双打冠军。 直到2019年，美国网球公开赛和澳大利亚网球公开赛是唯二提供四肢组网球抽签的大满贯赛事。2018年，温布尔登网球锦标赛举办了四肢组的表演赛，瓦格纳与安迪·拉普索恩搭档赢得了该赛事。那年晚些时候，温布尔登宣布他们将从2019年开始将四肢组比赛变为正式比赛项目。几个月后，法国网球公开赛也发布了类似的公告。瓦格纳与迪伦·奥尔科特搭档赢得了首届法网四肢组双打冠军。
在2008年北京残奥会上，瓦格纳和泰勒获得双打金牌，并在单打铜牌赛中相互竞争，瓦格纳获胜。在2012年伦敦残奥会上，瓦格纳和泰勒在决赛中击败了安迪·拉普索恩和彼得·诺福克代表的英国队，在双打比赛中又赢得了一枚金牌。瓦格纳还获得了单打银牌。在决赛中，他的对手是以色列的诺姆·格肖尼。在2016年夏季残奥会上，瓦格纳又获得了两枚奖牌，包括双打银牌和单打铜牌。
根据ITF世界排名，从2002年到2020年，瓦格纳在单打和双打排名中一直排名前三。截至2017年12月，他总共8次获得单打年终第一名，14次获得双打第一名。自2007年大满贯赛事加入四肢组比赛后，瓦格纳在每届美网都获得了双打冠军，直到2019年输给了奥尔科特和拉普索恩。到目前为止，他还在法国公开赛四人双打抽签的所有版本中获得了双打冠军，与三个不同的搭档一起比赛。
除了比赛，瓦格纳还经常受邀在美国的轮椅网球训练营和诊所任教，在那里他鼓励儿童和成人参与这项运动。

## 职业生涯数据

### 大满贯
指引：
| W | F | SF | QF | #R | RR | LQ (Q#) | A | P | Z# | PO | SF-B | F-S | G | NMS | NH | NQ |

W：冠軍；F：亞軍；SF：四強；QF：八強；#R：前四輪；RR：小組賽；LQ：止步資格賽；A：缺席；P：比赛延期；Z#：戴维斯杯/联合会杯组别赛（#表示级别）；PO：參與戴維斯盃/联合会杯附加赛；SF-B：奧運會銅牌；F-S：奧運會銀牌；G：奧運會金牌；NMS：非ATP1000大師賽系列；NH：該賽事本年度未舉行；NQ：未入圍。
目前统计到2023年澳大利亚网球公开赛.

#### 单打
| 巡回赛             | 2007 | 2008 | 2009 | 2010 | 2011 | 2012 | 2013 | 2014 | 2015 | 2016 | 2017 | 2018 | 2019 | 2020 | 2021 | 2022 | 2023 | 2024 | SR     |
| ------------------ | ---- | ---- | ---- | ---- | ---- | ---- | ---- | ---- | ---- | ---- | ---- | ---- | ---- | ---- | ---- | ---- | ---- | ---- | ------ |
| 澳大利亚网球公开赛 | NH   | F    | F    | F    | W    | F    | W    | W    | F    | F    | RR   | F    | F    | RR   | QF   | QF   | SF   | 1R   | 3 / 17 |
| 法国网球公开赛     | NH   | NH   | NH   | NH   | NH   | NH   | NH   | NH   | NH   | NH   | NH   | NH   | F    | SF   | SF   | SF   |      |      | 0 / 4  |
| 温布尔登网球锦标赛 | NH   | NH   | NH   | NH   | NH   | NH   | NH   | NH   | NH   | NH   | NH   | NH   | SF   | NH   | SF   | SF   |      |      | 0 / 3  |
| 美国网球公开赛     | F    | NH   | F    | W    | W    | NH   | F    | F    | F    | NH   | W    | F    | RR   | RR   | QF   | SF   |      |      | 3 / 12 |

#### 双打
| 巡回赛             | 2007 | 2008 | 2009 | 2010 | 2011 | 2012 | 2013 | 2014 | 2015 | 2016 | 2017 | 2018 | 2019 | 2020 | 2021 | 2022 | 2023 | 2024 | SR      |
| ------------------ | ---- | ---- | ---- | ---- | ---- | ---- | ---- | ---- | ---- | ---- | ---- | ---- | ---- | ---- | ---- | ---- | ---- | ---- | ------- |
| 澳大利亚网球公开赛 | NH   | W    | W    | W    | F    | F    | W    | W    | W    | W    | W    | F    | F    | F    | F    | W    | SF   | W    | 10 / 17 |
| 法国网球公开赛     | NH   | NH   | NH   | NH   | NH   | NH   | NH   | NH   | NH   | NH   | NH   | NH   | W    | W    | W    | SF   |      |      | 3 / 4   |
| 温布尔登网球锦标赛 | NH   | NH   | NH   | NH   | NH   | NH   | NH   | NH   | NH   | NH   | NH   | W    | F    | NH   | W    | F    |      |      | 1 / 3   |
| 美国网球公开赛     | W    | NH   | W    | W    | W    | NH   | W    | W    | W    | NH   | W    | W    | F    | F    | SF   | SF   |      |      | 9 / 13  |

1. ↑  表演赛